# 1270
1270 (MCCLXX) je bilo navadno leto, ki se je po julijanskem koledarju začelo na sredo.

## Dogodki

### Osma križarska vojna in Sveta dežela
- 28. januar - 25. maj - Ofenziva egiptovskih mamelukov proti ostankom križarskih državic v Zamorju, nakar se sultan Bajbars vrne v Egipt, da bi se spoprijel z novo križarsko vojsko, ki prihaja iz Evrope.
- 17. marec - Asasini, ki jih je verjetno naročil sultan Bajbars, umore križarskega plemiča in barona Tira Filipa Montforškega. Baronijo Castres-en-Albigenses nasledi sin Filip II., mlajšemu sinu Ivanu Montforškemu pripade Tir.
- 1. julij  - Francoski kralj Ludvik IX. se odpravi na zadnjo, osmo križarsko vojno proti egipčanskim mamelukom, ki so ogrožali ostanke križarske vladavine v Sveti deželi.

- 17. julij - Francoska križarska flota pristane na obali današnje Tunizije, ki ji vlada (samooklicani) kalif Mohamed I. al-Mustansir iz hiše Hafsidov. Al-Mustansir je nenaklonjen sicilskemu kralju [1] Karlu Anžujskemu, zato ima Ludvik IX. zaupanje, da bo kalifa Al-Mustansirja spreobrnil v krščanstvo. Karel Anžujski nasprotno prepriča Ludvika IX. naj prične oblegati Tunis in si s tem zagotovi dobro izhodišče za osvojitev Egipta.
- avgust - Razmere v križarskem taboru, ki oblega Tunis, se zaradi slabe oskrbe z vodo in hrano drastično poslabšajo. Mdr. zboli tudi Ludvik IX.
- 3. avgust - Valoiški grof Ivan Tristan je en od številnih v križarskem taboru, ki ne prenesejo poletne vročine in nečloveških naporov. Ker ni zaplodil naslednika, se grofija prepiše v fevd novorojenemu princu Karlu, četrtemu sinu kronskega princa Filipa III.
- 25. avgust - Med križarskim obleganjem Tunisa zaradi griže umre francoski kralj Ludvik IX.. Na prestolu ga nasledi najstarejši sin Filip III., ki pa se v politiki podredi svojemu stricu Karlu Anžujskemu. Le-ta prevzame vodenje križarske armade.
  - 24. september - Ena od pomembnejših žrtev med križarsko vojsko je še francoski plemič Filip II. Montforški. Baronija Castres-en-Albigenses pripade po  novem mlajšemu bratu Ivanu Montforškemu, ki ima že v fevdu Tir.
- 25. september - Razbremenjen od pritiska križarjev z vzhoda mameluški sultan Bajbars zavzame Aškalon ter ga popolnoma opustoši vključno s pristaniščem, ki ga da zasuti.
- 30. oktober - Karel Anžujski dokončno prekine z obleganjem Tunisa in sklene z al-Mustansirjem mirovni sporazum ter obnovi fevdalno razmerje, ki so ga imeli Hafsidi do sicilskih kraljev.
- 10. november - Kot zamudnik prispe pred Tunis angleški princ Edvard, ki potem nadaljuje s plovbo proti Sveti deželi. Vmes prezimi na Siciliji. 1271 ↔
- 20. november - V Francijo se vrne novi kralj Filip III.
- 22. november - Med vračanjem proti Siciliji križarsko floto še nadalje zdesketa vihar, kar odmakne načrte Karla Anžujskega, da bi zavzel bizantinski Konstantinopel v nedoločeno prihodnost. 1271 ↔
- 4. december - Tudi po vrnitvi na Sicilijo smrt še vedno kosi med oslabelimi križarji. Tega dne umre navarski kralj/šampanjski grof Teobald II. (V.), sicer zet Ludvika IX.. Navaro in Šampanjo nasledi mlajši brat Henrik I. (III.)
- Armenski kralj Hetum I., ki se je kot zaveznik Mongolov soočal z vztrajnimi pritiski egiptovskih mamelukov, abdicira v korist Leva II. in se umakne v samostan.

### Mongolski imperij
- 22. julij - Bitka pri Heratu, Ilkanat: kan Ilkanata Abaka porazi invazijsko armado čagatajskega kana Baraka. Poraz izkoristi njegov rival Kaidu. 1271 ↔
- Obleganje Xiangyanga (1267–1273): Kublajkanovo obleganje z več kot pet tisoč triboki nima učinka. Toda, po drugi strani so poskusi Južnega Songa, da bi oskrbeli Xiangyang, neuspešni. 1271 ↔
- Koreja: upor Sambjeolčo (1270–73). Gre za upor organiziranih ljudskih milic proti dinastiji Gorjeo, ki se je uklonila Mongolom. Uporniki se umaknejo na skrajni jug polotoka in se zorganizirajo v piratsko mornarico. 1271 ↔
- Umrlega gruzijskega kralja Davida VII. nasledi sin Dimitrij II., ki obnovi vazalno vez z Ilkanatom.

### Ostalo
- 16. februar - Bitka pri Karuseju, Livonska križarska vojna: poganski Litvanci, ki so pod vodstvom velikega kneza Traidenisa plenili po Semigaliji, v obrambni poziciji odločujoče porazijo križarske viteze pod vodstvom Livonskega reda[2]. 1279 ↔
  - Bitka pri Padaugavi: še istega leta se Livonski viteški red odpravi na kaznovalni pohod, a jih Litvanci presenetijo med počitkom in ponovno potolčejo.
- 3. maj - Po hudi bolezni umre madžarski kralj Béla IV. Ogrski. Nasledi ga odtujeni sin Štefan V., s katerim se je zadnje desetletje spopadal za oblast. Sestra Ana pobegne skupaj z očetovimi svetovalci v varstvo češkega kralja Otokarja II. 1271 ↔
- 24. junij - Ljubica turinškega deželnega grofa Alberta Izpirjenega Kunigunda Eisenberška poskusi z vednostjo nezvestega soproga zastrupiti zastrupiti njegovo ženo Margareto Hohenstaufen. Ta v strahu za svoje življenje še pravočasno pobegne, zatočišče ji ponudijo meščani Frankfurta, vendar nekaj tednov kasneje umre.
- 10. avgust - Etiopija: upornik Jekuno Amlak vrže s prestola etiopsko dinastijo Zagaj, ki je vladala od leta ← 1137. S tem postane novi neguš negasti.
- V Pragi je dokončana Stara nova sinagoga. Gre za po nastanku eno prvih gotskih zgradb v Pragi.

- Tomaž Akvinski piše delo Summa Theologica.
- Poljski učenjak Witelo prevede v latinščino Alhazenovo razpravo o optiki Kitab al-Manazir.
- december - Na Pariški univerzi prepovedo Averroesova dela.
- Sveti sedež: sedisvakanca 1268–1271.
- Malijsko cesarstvo, Afrika: umrlega cesarja Ulija I. Keito nasledi Ouati Keita

## Rojstva
- 12. marec - Karel, grof Valoijski († 1325)
- 10. april - Hakon V., norveški kralj († 1319)

Neznan datum
- Abner iz Burgosa, španski teolog in filozof, judovski spreobrnjenec († 1346)
- Andrew Harclay, angleški plemič, 1. grof Carlisle, vojskovodja († 1323)
- Cino da Pistoia, italijanski pesnik, pravnik († 1336)
- Džu Šidžje, kitajski matematik († 1330)
- Folgóre da San Gimignano, italijanski (toskanski) pesnik († 1332)
- Henrik II. Jeruzalemski, zadnji kralj Jeruzalemske kraljevine († 1324)
- Hélion de Villeneuve, veliki mojster vitezov hospitalcev († 1346)
- Henry Harclay, angleški filozof († 1317)
- Janez Vetrinjski, avstrijski (koroški) cistercijan, kronist, literat († 1347)
- Juliana Falconieri, italijanska servitska redovnica, usmiljenka, svetnica († 1341)
- Margareta Brandenburška, poljska vojvodinja in kraljica († 1315)
- Mihael iz Cesene, italijanski teolog, frančiškanski general († 1342)
- Mondino de Liuzzi, italijanski (bolognjski) anatom († 1326)
- Namadeva, hindujski pesnik, svetnik († 1350)
- Rudolf II., vojvoda Avstrije in Štajerske († 1290)
- Sciarra Colonna, rimski plemič, gibelin († 1329)
- Teodor Metohit, bizantinski zgodovinar, državnik, mecen in filozof († 1332)
- Toros III., kralj Armenske Kilikije († 1298)
- William Wallace, škotski narodni heroj († 1305)

## Smrti
- 18. januar - Margareta Ogrska, princesa, redovnica, svetnica (* 1242)
- 23. februar - Izabela Francoska, princesa, redovnica, svetnica (* 1225)
- 17. marec - Filip Montforški, baron Tira v križarskem Zamorju
- 3. maj - Béla IV., madžarski kralj (* 1206)
- 18. julij - Bonifacij Savojski, canterburyjski nadškof (* 1217)
- 3. avgust - Ivan Tristan, francoski princ, grof Valoisa (* 1250)
- 8. avgust - Margareta Sicilska, štaufovska princesa, turinška deželna grofica (* 1241)
- 25. avgust - Ludvik IX., francoski kralj (* 1214)
- 24. september - Filip Montforški, francoski plemič, baron Castresa, križar
- 21. oktober -  Hetum I. Kilikijski, armenski krali (* 1213)
- 4. december - Teobald II., navarski kralj, šampanjski grof (V.), križar (* 1239)

Neznan datum
- David VII., gruzijski kralj (* 1215)
- Ibn Abi Usaibia, arabski zdravnik in zgodovinar (* 1194)
- Mansa Uli, kralj Malijskega imperija
- Mojzes ben Nahman[3], španski judovski teolog, rabi, filozof (* 1194)
- Toros Roslin, armenski slikar in miniaturist (* ok. 1210)